# Charles Bickford
Charles Bickford (Cambridge, Massachusetts, 1 de Janeiro de 1891 – Los Angeles, Califórnia, 9 de Novembro de 1967) foi um ator norte-americano.

## Vida e carreira
Filho de um importador de café, o quinto entre sete irmãos, Bickford nasceu no primeiro minuto de 1891. De natureza independente, optou por uma vida nômade após diplomar-se em engenharia civil pelo Instituto de Tecnologia de Massachusetts, tendo cruzado seu país de norte a sul, ganhando a vida como lenhador, exterminador de insetos, pugilista e vendedor ambulante.
A Primeira Guerra Mundial interrompeu sua carreira de ator, iniciada em 1913, quando juntou-se a uma companhia de vaudeville. No entanto, subiu aos palcos de Nova Iorque em 1919, tornando-se logo uma das grandes figuras da Broadway. Com a chegada do cinema sonoro, era no teatro que Hollywood procurava novos talentos. Assim, em 1929, foi convencido pelo diretor Cecil B. DeMille a estrelar Dinamite (Dynamite) na MGM, sua estreia nas telas. Em seguida, causou sensação ao coestrelar Anna Christie (Anna Christie, 1929) com Greta Garbo. Contudo, sua associação com a Metro pouco durou, pois vivia em constantes atritos com Louis B. Mayer, o chefe do estúdio. Trabalhou vários anos como ator independente, até assinar com a 20th Century-Fox; porém, foi ferido por um leão enquanto filmava Numa Ilha de Java (East of Java, 1935). Com isso, perdeu o contrato e também os papéis principais, mesmo porque sua idade já não ajudava.
Bickford, então, continuou a carreira como ator (coadjuvante/secundário), um dos mais requisitados e respeitados pelos estúdios. Os diferentes tipos que encarnou, ora vilão, ora pai enérgico, capitão de navio, autoridade ou homem de negócios, valeram-lhe três indicações para o Oscar: primeiro por A Canção de Bernadette (The Song of Bernadette, 1943), depois por 'The Farmer's Daughter (1947) e Belinda (Johnny Belinda, 1948). Outras participações brilhantes podem ser vistas nos westerns Duelo ao Sol (Duel in the Sun, 1946) e Da Terra Nascem os Homens (The Big Country, 1958), ambos estrelados por Gregory Peck, e no drama musical Nasce uma Estrela (A Star Is Born, 1954), estrelado por Judy Garland.
Apesar do gênio difícil, o intratável Bickford encontrou trabalho até o fim da vida, geralmente em produções de prestígio. Atuou também na televisão, e é pelo papel de proprietário do rancho Shiloh, que fez em 37 episódios da aclamada série O Homem de Virgínia (The Virginian), entre 1962 e 1967, que ele é mais lembrado nesse veículo.
Acometido de uma infecção sanguínea, Bickford faleceu em Los Angeles, aos 76 anos. Casou-se uma única vez, para a vida inteira, com a também atriz Beatrice Loring, que lhe deu dois filhos, Rex e Doris. Dois anos antes, em 1965, lançara sua autobiografia intitulada "Bulls, Balls, Bicycles and Actors". Encontra-se sepultado no Cemitério de Woodlawn, Santa Mônica, Condado de Los Angeles, Califórnia nos Estados Unidos.

## Filmografia
Todos os títulos em português referem-se a exibições no Brasil. Estão listados somente os filmes feitos para o cinema.
| - 1929 Dinamite (Dynamite) - 1929 Anna Christie (Anna Christie) - 1929 Sedento de Amor (South Sea Rose) - 1930 Os Três Padrinhos (Hell's Heroes) - 1930 Mulher Pagã (The Pagan Lady) - 1930 O Monstro Marinho (The Sea Bat) - 1930 Um Sonho Apenas (Passion Flower) - 1931 O Exilado (The Squaw Man) - 1931 A Leste de Borneo (East of Borneo) - 1931 O Morto Vivo (River's End) - 1931 Homens em Minha Vida (Men in Her Life) - 1932 Rua da Vaidade (Vanity Street) - 1932 The Last Man - 1932 Mercado de Escândalos (Scandals for Sale) - 1932 Escravo da Paixão (Thunder Below) - 1932 Panama Flo - 1933 Mulher, Só Aquela (No Other Woman) - 1933 A Juventude Manda (This Day and Age) - 1933 Ídolo Branco (White Woman) - 1933 Ferro a Ferro (Song of the Eagle) - 1934 Red Wagon - 1934 Promessa de Mãe (A Wicked Woman) - 1934 Dada em Penhor (Little Miss Marker) - 1935 The Farmer Takes a Wife - 1935 Numa Ilha de Java (East of Java) - 1935 Heróis Subfluviais (Under Pressure) - 1935 Surpresa do Destino (A Notorious Gentleman) - 1935 A Pequena Rebelde (The Littlest Rebel) - 1936 Rosa do Rancho (Rose of the Rancho) - 1936 O Bamba da Marinha (Pride of the Marines) - 1936 Jornadas Heroicas (The Plainsman) - 1937 Alegre e Feliz (High, Wide and Handsome) - 1937 O Mistério do Cabaré (Night Club Scandal) - 1937 Tráfico Humano (Daughter of Shangai) - 1937 Caprichos do Destino (Thunder Trail) - 1938 Bandos de Nova York (Gangs of New York) - 1938 O Vale dos Gigantes (Valley of the Giants) - 1938 A Borrasca (The Storm) - 1939 Amor de um Espia (Stand Up and Fight) - 1939 Rua dos Homens Perdidos (Street of Missing Men) - 1939 Um Crime em Sing Sing (Mutiny in the Big House) - 1939 Carícia Fatal (Of Men and Mice) - 1939 Romance na Floresta (Romance in the Redwoods) | - 1939 Our Leading Citizen - 1939 Uma Hora de Vida (One Hour to Live) - 1939 Thou Shalt Not Kill - 1940 Girl from God's Country - 1940 Queen of the Yukon - 1940 South to Karanga - 1941 Cavaleiros do Vale da Morte (Riders of Death Valley, seriado) - 1941 Estrada de Burma (Burma Convoy) - 1942 Vendaval de Paixões (Reap the Wild Wind) - 1942 Tarzan Contra o Mundo (Tarzan's New York Adventure) - 1943 A Canção de Bernadette (The Song of Bernadette) - 1943 Aventureiro de Sorte (Mr. Lucky) - 1944 Uma Asa e uma Prece (Wing and a Prayer) - 1945 Anjo ou Demônio (Fallen Angel) - 1945 Capitão Eddie (Captain Eddie) - 1946 Duelo ao Sol (Duel in the Sun) - 1947 Ambiciosa (The Farmer's Daughter) - 1947 A Mulher Desejada (The Woman on the Beach) - 1947 Brutalidade (Brute Force) - 1948 Belinda (Johnny Belinda) - 1948 Eles Passaram por Aqui (Four Faces West) - 1948 Trágica Decisão (Command Decision) - 1948 O Grande Babe Ruth (The Babe Ruth Story) - 1949 Culpado por Traição (Guilty of Treason) - 1949 A Ladra (Whirlpool) - 1949 Roseanna (Roseanna McCoy) - 1950 Nada Além de um Desejo (Riding High) - 1950 A Marca Rubra (Branded) - 1951 O Gênio e os Fugitivos (Elopement) - 1952 Forja de Paixões (The Raging Tide) - 1952 O Homem de Bronze (Jim Thorpe — All-American) - 1953 Os Turbulentos (The Last Posse) - 1954 Nasce Uma Estrela (A Star Is Born) - 1955 O Gênio da Ribalta (Prince of Players) - 1955 Não Serás um Estranho (Not as a Stranger) - 1955 Seu Último Comando (The Court-Martial of Billy Mitchell) - 1956 Só por uma Noite (You Can't Run Away from It) - 1957 Hienas do Pano Verde (Mister Cory) - 1958 Da Terra Nascem os Homens (The Big Country) - 1960 O Passado Não Perdoa (The Unforgiven) - 1962 Vício Maldito (Days of Wine and Roses) - 1965 No Domínio da Violência (The Devil's Children) - 1966 Jogada Decisiva (A Big Hand for the Little Lady) |